# 1932年ロサンゼルスオリンピックのフィリピン選手団
1932年ロサンゼルスオリンピックのフィリピン選手団（1932ねんロサンゼルスオリンピックのフィリピンせんしゅだん）は、1932年7月30日から8月14日にかけてアメリカ合衆国のロサンゼルスで開催された1932年ロサンゼルスオリンピックのフィリピン選手団、およびその競技結果。

## 概要
今大会は銅メダル3個の合計3個のメダルを獲得した。

## メダル
| メダル | 選手名                     | 競技       | 種目           |
| ------ | -------------------------- | ---------- | -------------- |
| 銅     | シメオン・トリビオ         | 陸上       | 男子走高跳     |
| 銅     | テオフィロ・イルデフォンソ | 競泳       | 男子200m平泳ぎ |
| 銅     | José Villanueva            | ボクシング | 男子バンタム級 |